# Río Inabón
Río Inabón es un río en Ponce, Puerto Rico.